# Ischnomera dzhungarica
Ischnomera dzhungarica es una especie de coleóptero de la familia Oedemeridae.

## Distribución geográfica
Habita en Kazajistán.